# Taurometopa
Taurometopa és un gènere d'arnes de la família Crambidae.

## Taxonomia
- Taurometopa aryrostrota (Hampson, 1917)
- Taurometopa haematographa (Hampson, 1917)
- Taurometopa phoenicozona (Hampson, 1917)
- Taurometopa pulverea (Hampson, 1917)
- Taurometopa pyrometalla Meyrick, 1933

## Espècies antigues
- Taurometopa calamistis (Hampson, 1917)
- Taurometopa inimicella (Zeller, 1872)